# Uraninita
La uraninita és un mineral de la classe dels òxids. És un mineral conegut des del segle xv a les mines d'argent de les Muntanyes Metal·líferes, Alemanya, tot i que la localitat tipus des del punt de vista de la geologia és Jáchymov a la República Txeca. Franz Ernst Brückmann descrigué el mineral el 1727 a partir d'uns exemplars d'aquesta localitat txeca. Va ser anomenada així l'any 1845 per Wilhelm Karl von Haidinger per la seva composició.

## Característiques
La uraninita és un mineral radioactiu ric en urani, sent la principal mena d'aquest element. La seva composició química és majorment diòxid d'urani (UO₂), però també pot contenir triòxid d'urani (UO₃), òxid de plom, tori, i terres rares. Cristal·litza en el sistema cúbic (isomètric), trobant-se d'habitualment de manera massiva, botrioide o granular. Els cristalls octahedrals d'uraninita són molt rars. La seva duresa a l'escala de Mohs oscil·la entre 5 i 6. Forma una sèrie de solució sòlida amb la torianita en què la substitució gradual de l'urani per tori va donant els minerals de la sèrie.
Segons la classificació de Nickel-Strunz, la uraninita pertany a «04.DL: òxids i hidròxids amb relació Metall:Oxigen = 1:2 i similars, amb cations grans (+- mida mitjana); estructures del tipus de la fluorita» juntament amb els següents minerals: cerianita-(Ce), torianita, zirkelita, grup de l'aeschynita, calzirtita, tazheranita i hiärneita.

### Contingut radioactiu
Tots els minerals d'uranitita contenen petites quantitats de radi com a producte de la desintegració radioactiva de l'urani; de fet, Marie Curie va descobrir el radi i el poloni a partir de pechblenda de Jáchymov a la República Txeca (en aquells dies Joachimsthal de l'Imperi Austrohongarès). També conté petites quantitats d'isòtops de plom (206Pb i 207Pb), que són producte de la desintegració de la sèrie radioactiva dels isòtops 238U i 235U, respectivament. De la mateixa manera, la uraninita conté petites quantitats d'heli com a resultat de la desintegració alfa. El tecneci, element extremadament rar, pot trobar-se també en proporcions ínfimes (uns 0,2 ng/kg) com a resultat de la fissió espontània del 235U.
Per ser molt radioactiva ha de manipular-se i emmagatzemar-se amb cura, amb guants i màscares, ja que la pols d'uraninita pot ser respirada i romandre en els pulmons i en el sistema sanguini fins a provocar càncer i leucèmia. Com tots els minerals radioactius d'urani, ha de guardar-se en contenidors de plom espès i en habitacions apropiades o especialitzades, per controlar qualsevol fuita radioactiva, a part pel gas radó radioactiu que es forma en desintegrar-se l'urani.

## Formació i jaciments
Es forma en filons hidrotermals a temperatures elevades, amb cassiterita i arsenopirita, i en filons hidrotermals a temperatures mitjanes en forma de pechblenda. Apareix en forma de petits grans en gresos i en conglomerats, on sovint es desgasta en minerals secundaris d'urani. El mineral d'urani es processa generalment a la mateixa zona en la qual s'extreu, polvoritzant-se en una coca groga (òxid d'urani), que és un pas intermedi en el processament de l'urani.
En el Gran Llac dels Ossos en els Territoris del Nord-oest del Canadà hi ha una important mina de pechblenda, on es troba en grans quantitats associada amb plata. Algunes de les menes més pures en urani es troben en el Llac Athabasca al nord de Saskatchewan. Hi ha uraninita a Austràlia, Alemanya, Anglaterra, Sud-àfrica, Amèrica del Sud i Estats Units. Als territoris de parla catalana ha estat descrita a la mina Eureka, a La Torre de Cabdella (Pallars Jussà).

## Varietats

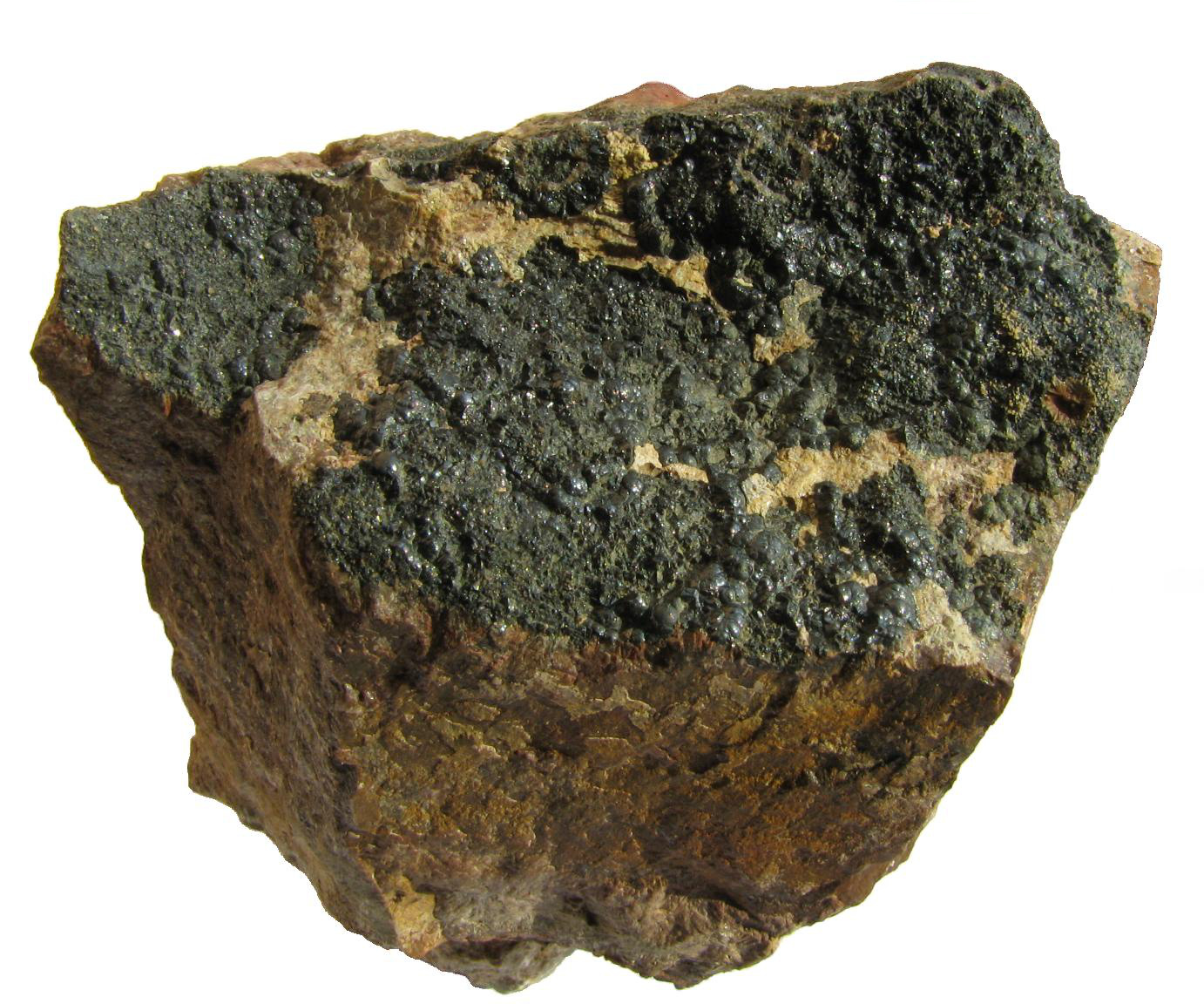
Pechblenda, varietat d'uraninita

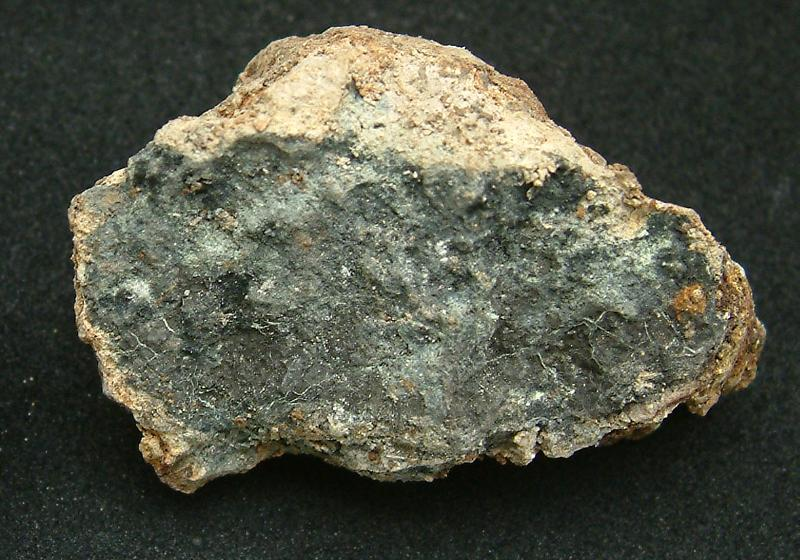
Sooty uraninita, varietat d'uraninita

- La pechblenda és una varietat massiva i probablement impura d'uraninita, de color negre intens i aspecte nodular, concrecionat, vellutat i dens. Etimològicament prové de l'alemany Pechblende (Pech = una forma de quitrà; blenden = lluir) que fa referència a l'aspecte del mineral. M. Klaproth va descobrir l'element urani l'any 1789 a partir de la pechblenda trobada en el dipòsit de Johanngeorgenstadt a Alemanya.[5][6] Es troba en dipòsits hidrotermals, en algunes pedres arenisques ben estratigrafiades i en pegmatites. Hi ha dipòsits importants a Jáchymov (Txèquia), Kasolo (Zaire) i al Canadà. També hi ha dipòsits sedimentaris a Witwatersrand (Sud-àfrica), Elliot Lake i Ontario (Canadà).

- La cleveïta és una varietat que conté tori, amb un 10% dels seus àtoms d'urani substituïts per elementes del grup de les terres rares.[7] Es troba a Noruega, per exemple a Rogaland. Rep aquest nom pel cognom del químic suec Per Teodor Cleve. La cleveita va ser la primera font terrestre coneguda de l'heli, el qual és creat per l'emissió de la radiació alfa de l'urani i, a continuació, s'hi queda atrapat (per oclusió) en el mineral. La primera mostra d'heli va ser obtinguda per William Ramsay l'any 1895, quan ell va tractar una mostra de cleveita amb àcid.[8] Cleve i Nils Abraham Langlet aconseguiren aïllar l'heli de la clevaita gairebé al mateix temps. També ho havia assolit William Francis Hillebrand però aquest va creure que el gas obtingut era nitrogen.[9]

- L'arsenurana, una varietat arsènica.[10]
- La nivenita, una varietat que conté terres rares, amb presència d'almenys un 10% de (Y,Ce,etc.)₂O₃.[11]
- La sooty uraninita, una barreja dispersa fina de minerals d'urani de color negre, compost principalment per uraninita o ningyoita.[12]
- La uranoniobita, una varietat cristal·lina que es pensava que contenia niobi.[13]
- La uraninita tòrica, que conté tori.[14]